# Андронов, Иван Козьмич
Ива́н Козьми́ч Андро́нов (1894―1975) ― советский педагог, математик-методист, кандидат педагогических наук, профессор, историк математики и математического образования, член-корреспондент АПН РСФСР (с 1957), Заслуженный деятель науки СССР.

## Биография
Родился 21 мая (2 июня) 1894 года в селе Корсаково Тульской губернии.
Учился в Самаре на педагогических курсах. В 1918 году окончил Московский педагогический институт. Принимал активное участие в работе Народного комиссариата просвещения РСФСР.
Работал учителем сельской школы, преподавал в Порецкой учительской семинарии и в Тверском педагогическом институте.
С 1923 года был доцентом, профессором математики нескольких московских институтов. В 1933 году назначен заведующим кафедрой высшей алгебры, элементарной математики и методики математики в Московском областном педагогическом институте. Трудился на этом посту более сорока лет.
Автор пособий по теоретической арифметике, курса математики для техникумов и ряда работ исторического характера.
Соавтор школьного учебника арифметики (с В. М. Брадисом) и практико-ориентированного курса тригонометрии (с А. К. Окуневым).
Под его руководством выполнены десятки диссертационных исследований, среди его учеников — член-корреспондент Академии педагогических наук СССР Юрий Колягин и член-корреспондент РАО Геннадий Луканкин, автор более 40 учебников и учебных пособий.

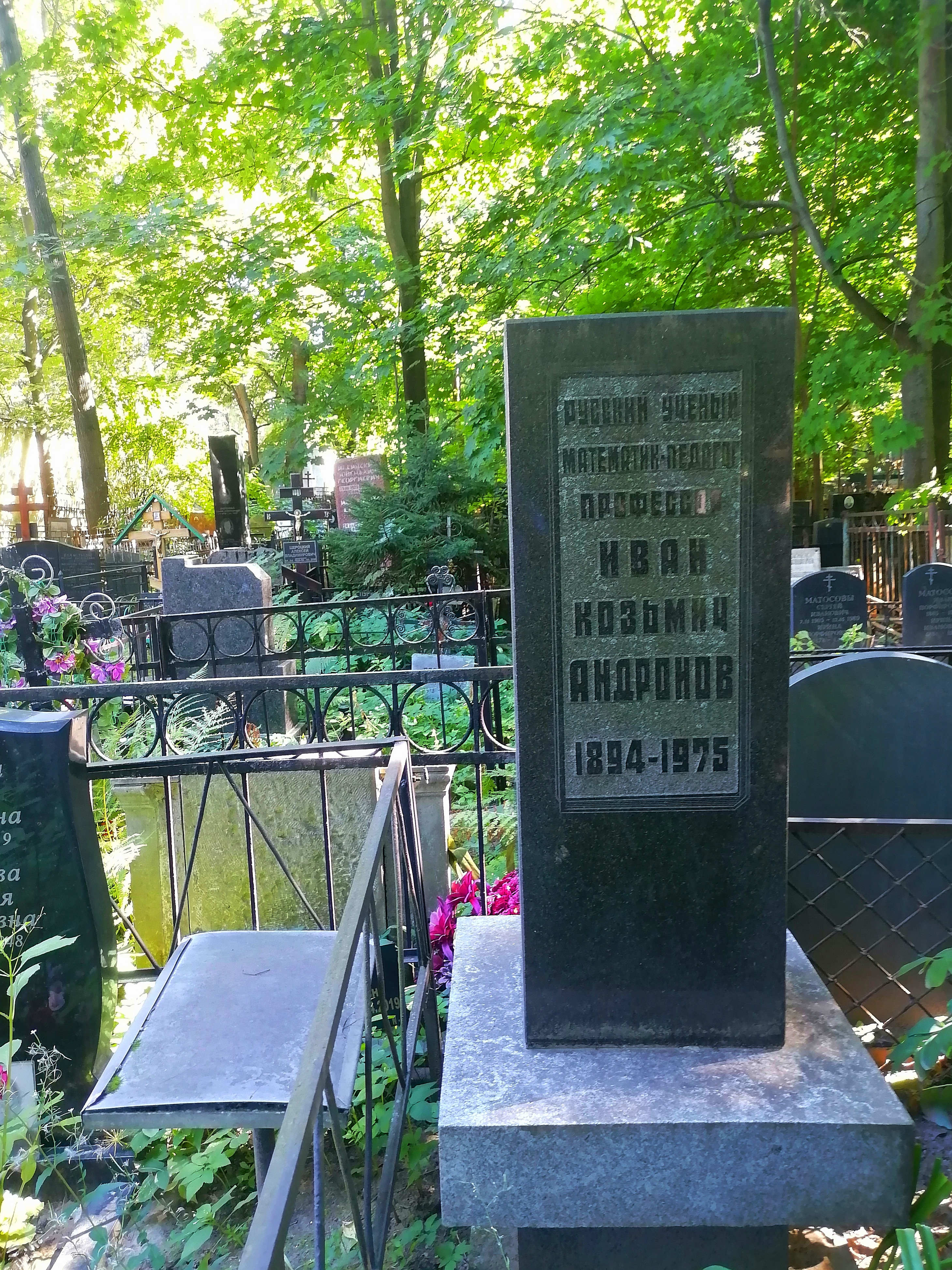
Могила на Введенском кладбище

Умер 5 ноября 1975 года в Москве. Похоронен на Введенском кладбище (уч. 20).

## Награды и звания
- Орден Ленина
- Трудового Красного Знамени
- Медаль К. Д. Ушинского (1954)
- Медаль Крупской
- Медаль Кеплера
- Медаль Эйлера
- Член-корреспондент АПН РСФСР (с 1957 года)
- Заслуженный деятель науки СССР
- Профессор